# Antonio Pereira Pina Neto
Antonio Pereira Pina Neto còn được biết với tên Antonio Pina or Tufy (sinh ngày 26 tháng 3 năm 1989) là một cầu thủ bóng đá người Brasil từng thi đấu cho Hồng Lĩnh Hà Tĩnh tại V.League 1 2020